# Vlotho
Vlotho este un oraș din landul Renania de Nord-Westfalia, Germania.

## Istorie
La 17 octombrie 1638 a avut loc Bătălia de la Vlotho. A fost o victorie pentru armata imperială sub comanda feldmareșalului Melchior von Hatzfeldt și a pus capăt încercării lui Carol I Ludovic, palatin elector, de a recuceri Palatinatul Elector.